# Yên Tuyên công
Yên Tuyên công (chữ Hán: 燕宣公; trị vì: 601 TCN-587 TCN), là vị vua thứ 21 của nước Yên - chư hầu nhà Chu trong lịch sử Trung Quốc.
Không rõ tên thật và thân thế của ông, cũng không rõ ông sinh vào năm nào. Năm 602 TCN, khi Yên Tiền Hoàn công, vua thứ 20 của nước Yên, qua đời ông lên nối ngôi, tức Yên Tuyên công.
Sử sách không ghi rõ những hành trạng của ông trong thời gian ở ngôi cũng như những sự việc xảy ra liên quan đến nước Yên thời ông trị vì.
Năm 587 TCN, Yên Tuyên công mất. Ông ở ngôi 15 năm. Con ông là Yên Chiêu công lên nối ngôi.